# Saint-Palais, Cher

Saint-Palais este o comună în departamentul Cher, Franța. În 1 ianuarie 2022 avea o populație de 617 de locuitori.